# Leptocolpia superba
Leptocolpia superba là một loài bướm đêm trong họ Geometridae.